# SK Viktorie Jirny
Sportovní klub Viktorie Jirny w skrócie SK Viktorie Jirny – czeski klub piłkarski, grający w IV lidze czeskiej, mający siedzibę we wsi Jirny.

## Historyczne nazwy
- 1927 – SK Viktorie Jirny (Sportovní klub Viktorie Jirny)
- 1949 – DSO Sokol Jirny (Dobrovolná sportovní organizace Sokol Jirny)
- 1958 – TJ Sokol Jirny (Tělovýchovná jednota Sokol Jirny)
- 1993 – SK Viktorie Jirny (Sportovní klub Viktorie Jirny)

## Stadion
Domowe mecze klub rozgrywa na stadionie o nazwie Stadion SK Viktorie Jirny, położonym we wsi Jirny. Stadion może pomieścić 1500 widzów.